# تومر الباز
تومر الباز هو لاعب كرة قدم إسرائيلي في مركز قلب الدفاع، ولد في 3 يوليو 1989 في بتاح تكفا في إسرائيل. لعب مع مكابي بتاح تكفا.